# Купер, Джон (музыкант)
Джон Ландрум Купер (англ. John Landrum Cooper, род. 7 апреля 1975) — американский музыкант, вокалист и басист номинированной на Грэмми христианской рок-группы Skillet c 1996.

## Карьера

### Seraph
Джон состоял в группе Seraph. Перед тем, как прекратить деятельность, этот коллектив выпустил 4 песни..

### Skillet
Ещё в детстве Джон принял христианство как единственно верное учение, именно это отразилось в ближайшем будущем на творчестве его группы. В ранние годы он стал осваивать гитару, пробуя писать первые песни.
Участие в первой команде он принял в возрасте 15 лет. Тогда Джон с друзьями основал группу «Tribulation». Далее он стал играть в группе, основанной при церковном приходе. Решающую роль сыграл местный священник, который предложил ему собрать собственную группу и записать первое демо. Так собралась группа Skillet. Незадолго до этого, у Джона появился кумир — Курт Кобейн (Nirvana), в собранном составе он был самым молодым участником, но его этот факт нисколько не смутил.
Естественно, поначалу основной уклон шёл на стиль Grunge и Post Industrial. Grunge, как стиль стал постепенно вымирать, поэтому ребята стали искать новые альтернативные варианты. В то время у всех участников были разные музыкальные вкусы, поэтому альбом получился весьма разноплановым, но при записи второго альбома, все участники точно решили в каком направлении стоит работать.
Во время первого гастрольного тура в состав группы присоединилась жена Джона — Кори Купер.
1998 год — стартует первый тур по городам Европы. 2000 год — группа получает различные номинации и награды и завоёвывает популярность, на группу обращает своё внимание СМИ.
Было заметно, что Skillet звучат на концертах гораздо лучше, чем на записях и все стали считать это особенностью группы. Это подтолкнуло Джона на запись концертного альбома.
Сегодня Skillet успешно прогрессирует (развивается) и даёт много концертов. Они смогли занять свою нишу на мировой рок-музыкальной арене. На одном из концертов Джон играл на ударных, а Джен Леджер пела.

### Другие проекты
Джон участвовал в качестве вокалиста в Hero: The Rock Opera. Согласно рецензии Купер не участвовал в туре рок-оперы (он только исполнил вокальную партию Рабби Каи в саундтреке), а на его месте был вокалист из Fusebox Билли Буханан
Джон принимал участие в написании сингла группы Decyfer Down «Best I Can».
Купер также пел в альбоме Tobymac «Tonight» в заглавном треке.
Джон пел в песне группы We As Human — Zombie.
В 2018 выпустил сингл My Demons в новой созданной группе Fight The Fury. Группа создана в 2018 году совместно с Сетом Моррисоном.
26 октября 2018 года у группы Fight The Fury выпущен первый EP—альбом «Still Breathing», который достиг первой строчки в Billboard Heatseekers Albums.
В данный момент группа состоит из:
- Кори Купер — Ритм-гитара, Клавишные, Бэк-вокал

- Сет Моррисон — Соло-гитара, Бэк-вокал

- Джон Купер — Вокал, Бас-гитара

- Джен Леджер — Барабаны, Бэк-вокал

## Личная жизнь

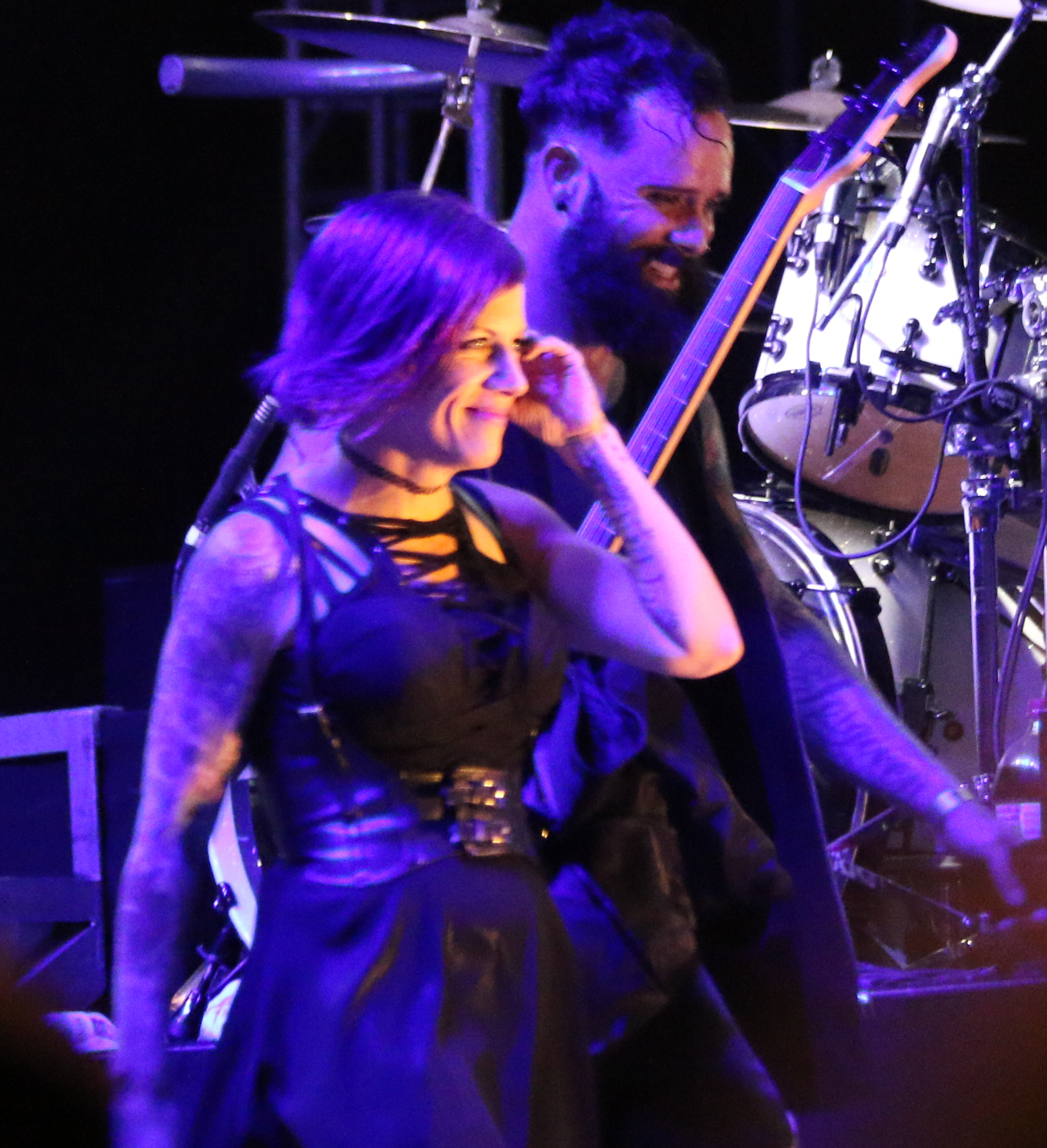
Джон и Кори на фестивале Lifest 2017

Джон Купер много раз упоминал, что он родился и вырос в довольно религиозной семье и атмосфере. «Тебе нельзя носить чёрное, нельзя слушать что-либо с барабанами, что-либо с гитарами, тебе нельзя отращивать длинные волосы, тебе нельзя делать то или это. Всё было так угнетающе».
(Creation Festival 2010, YLO Interview)
Джон женат на Кори Купер (имя при рождении Korene Marie Pingitore) — клавишнице и ритм-гитаристке группы Skillet. У обоих имеются свадебные тату на пальцах в виде обручальных колец вместо традиционных драгоценностей. У них есть двое детей: Александрия (Alexandria) (родилась в 2002), и Ксавьер (Xavier) (родился в 2005).
В 2010 году Creation Festival Джон дал интервью, в котором он говорил, что «раньше мы никогда не завели бы детей „на полпути“. Мы не собирались делать этого. И позже Господь заговорил с нами, показывая, что в его силах изменять мнения людей, верно? И потом Господь начинает говорить мне о детях, и я так про себя, „Действительно?“ Да, но мы уже приняли мнение не делать этого (пока не заводить детей), и Бог как бы так…: „Ну мне всё равно“. Иии… вот так вот это и произошло. Это был большой шок для нас, так как мы были против этого, но потом опять же мы не знали, как долго может группа Skillet быть на сцене. Я даже не знал что в свои 35 я все ещё буду заниматься этим делом (о группе)».
Джон — большой поклонник безалкогольного газированного напитка Dr Pepper, и его можно увидеть пьющим его в многочисленных подкастах Skillet. Это происходит так часто, что второй гитарист группы Бен Касика обращался к Джону как к профессиональному знатоку содовой в одном из подкастов.
Джон так же утверждал что любит Ted’s Mexican в городе Оклахома-Сити. Он также любит коллекционировать постеры Человека-паука и Бэтмена.
В одном из подкастов Джон сказал, его больное место — это видеть голые ноги и намокнуть. Он сказал, что когда он ходит на пляж, то обувает свою обувь для тенниса, потому что он не любит, когда песок и грязь прилипают к его ступням. Он не любит смотреть на ступни людей и залезать в бассейны. Его прозвище «Doggy» (собачка) часто упоминается в подкастах Skillet.
Часто обсуждаемый интерес Джона — это его любовь к музыке 80-х. В 2008 он шутливо заявил: «Я фанател от любой группы со спандексом и реально длинными волосами. Stryper на всю катушку!» Он всегда выражает свою симпатию к маллету и к балладам 80-х, говоря, что «у каждой хорошей метал-группы должна быть крутая баллада». Эти интересы стали шуткой в кругу фанов и участников группы.
Джон при игре на бас-гитаре никогда не использует медиатор. Он использует его при игре на акустической гитаре. Помимо баса и гитары он играет на клавишных.